# Депо Гостиварж (станция метро)
«Депо Гостиварж» (чеш. Depo Hostivař) — станция пражского метрополитена. Расположена на линии A, после станции «Скалка», является конечной.
Станция была открыта 26 мая 2006 года в составе пятого пускового участка линии А «Skalka — Depo Hostivař», расположена на территории одноимённого депо и занимает несколько его ячеек.
Рядом со станцией есть парковка и автовокзал.
На перегоне «Скалка» — «Депо Гостиварж» расположен единственный в Праге наземный некрытый участок.
Оборот поездов осуществляется через перекрёстный съезд перед станцией. Поезда прибывают на путь, с которого и отправляются обратно.